# Oliver Bayliss
Oliver Bayliss (Mónaco; 20 de septiembre de 2003) es un piloto de motociclismo australiano que participa en el Campeonato Mundial de Supersport con el equipo PTR Triumph Factory Racing. Oliver es hijo del tricampeón mundial de Superbikes, Troy Bayliss.

## Biografía
Oliver Bayliss hizo su debut en el Campeonato del Mundo de Supersport al disputar como invitado la ronda inaugural de la temporada en Phillip Island. Esta prueba fue doble para él debido a que Campeonato Australiano de Superbikes compartía su primera fecha con el Campeonato Mundial de Superbikes: en el mundial, Oliver Bayliss clasificó en la 20.º posición pero no disputó la carrera al centrarse en la ronda de Supersport Australiana en donde terminó: 1.º, 2.º y 1.º en las tres carreras disputadas.
En 2021, Oliver disputó el Campeonato Australiano de Superbikes a bordo de una Ducati Panigale V4 R del equipo DesmoSport del cual su padre Troy es copropietario. En la temporada acortada debido a las restricciones por la pandemia de covid-19, Oliver tuvo un gran desempeño: de las ocho carreras de la temporada, finalizó seis entre los diez primeros, obteniendo su única victoria y podio de la temporada en la tercera carrera celebrada en el Hidden Valley Raceway. Finalizó la temporada en la quinta posición con 87 puntos.
El 29 de octubre de 2021 se anunció el fichaje de Oliver Bayliss por el Barni Racing Team para correr con ellos la temporada 2022 del Campeonato del Mundo de Supersport. Bayliss pilotara una de las nuevas Ducati Panigale V2 en el regreso de la marca de Borgo Panigale al campeonato. En su primera temporada en la categoría mostró constancia entrando en los puntos, logrando su primer top-ten en la segunda carrera celebrada en el Autódromo do Estoril. A ese primer top-ten le siguieron otros tres, incluyendo uno en su casa en Phillip Island. Terminó su primer temporada en el mundial en la decimosexta posición con 65 puntos.
En 2023, Bayliss paso a correr para el equipo D34G Racing haciendo dupla con el austriaco Maximilian Kofler.
En 2024, Bayliss se mantuvo en las filas del D34G Racing WorldSSP Team en esta temporada haciendo dupla con su compatriota Tom Edwards.

## Resultados

### Campeonato Mundial de Supersport

#### Por temporada
| Temp. | Moto                         | Equipo                     | N.º   | Carreras | Victorias | Podios | Poles | V.Rap. | Pts. | Pos.  |
| ----- | ---------------------------- | -------------------------- | ----- | -------- | --------- | ------ | ----- | ------ | ---- | ----- |
| 2020  | Yamaha YZF-R6                | CUBE Racing                | 68    | 0        | 0         | 0      | 0     | 0      | 0    | NC    |
| 2022  | Ducati Panigale V2           | Barni Spark Racing Team    | 32    | 24       | 0         | 0      | 0     | 0      | 65   | 16.º  |
| 2023  | Ducati Panigale V2           | D34G Racing                | 32    | 11       | 0         | 0      | 0     | 0      | 26   | 21.º  |
| 2024  | Ducati Panigale V2           | D34G Racing WorldSSP Team  | 32    | 24       | 0         | 0      | 0     | 0      | 76   | 14.º  |
| 2025  | Triumph Street Triple RS 765 | PTR Triumph Factory Racing | 32    | 6        | 0         | 0      | 0     | 0      | 18*  | 13.º* |
| Total | Total                        | Total                      | Total | 65       | 0         | 0      | 0     | 0      | 185  |       |

- * Temporada en curso.

#### Carreras por año
(Carreras en negrita indica pole position, carreras en cursiva indica vuelta rápida)
| Año  | Moto    | 1       | 1      | 2      | 2       | 3       | 3       | 4      | 4       | 5      | 5      | 6       | 6       | 7       | 7      | 8      | 8       | 9       | 9      | 10     | 10      | 11     | 11      | 12      | 12     | Pos.  | Pts. |
| Año  | Moto    | R1      | R2     | R1     | R2      | R1      | R2      | R1     | R2      | R1     | R2     | R1      | R2      | R1      | R2     | R1     | R2      | R1      | R2     | R1     | R2      | R1     | R2      | R1      | R2     | Pos.  | Pts. |
| ---- | ------- | ------- | ------ | ------ | ------- | ------- | ------- | ------ | ------- | ------ | ------ | ------- | ------- | ------- | ------ | ------ | ------- | ------- | ------ | ------ | ------- | ------ | ------- | ------- | ------ | ----- | ---- |
| 2020 | Yamaha  | AUS DNS |        | SPA    | SPA     | POR     | POR     | SPA    | SPA     | SPA    | SPA    | SPA     | SPA     | FRA     | FRA    | POR    | POR     |         |        |        |         |        |         |         |        | NC    | 0    |
| 2022 | Ducati  | SPA 21  | SPA 19 | NED 14 | NED 11  | POR 12  | POR 6   | ITA 23 | ITA Ret | GBR 11 | GBR 13 | CZE 13  | CZE Ret | FRA 9   | FRA 8  | SPA 15 | SPA Ret | POR 20  | POR 16 | ARG 15 | ARG Ret | INA 14 | INA 14  | AUS 12  | AUS 8  | 16.º  | 65   |
| 2023 | Ducati  | AUS 16  | AUS 10 | INA 8  | INA 12  | NED Ret | NED DNS | SPA 17 | SPA Ret | ITA 13 | ITA 11 | GBR DNS | GBR DNS | ITA WD  | ITA WD | CZE    | CZE     | FRA     | FRA    | SPA    | SPA     | POR    | POR     | SPA 18  | SPA 18 | 21.º  | 26   |
| 2024 | Ducati  | AUS 5   | AUS 10 | SPA 21 | SPA 11  | NED 20  | NED Ret | ITA 8  | ITA 13  | GBR 8  | GBR 9  | CZE 12  | CZE 15  | POR Ret | POR 15 | FRA 11 | FRA 11  | ITA Ret | ITA 14 | SPA 12 | SPA 14  | EST 12 | EST Ret | SPA Ret | SPA 16 | 14.º  | 76   |
| 2025 | Triumph | AUS 7   | AUS 7  | POR 17 | POR Ret | NED Ret | NED Ret | ITA    | ITA     | CZE    | CZE    | ITA     | ITA     | GBR     | GBR    | HUN    | HUN     | FRA     | FRA    | SPA    | SPA     | POR    | POR     | SPA     | SPA    | 13.º* | 18*  |

- * Temporada en curso.